# Junkers Ju 85
Junkers Ju 85 – niemiecki prototypowy dwusilnikowy bombowiec powstały w oparciu o Junkersa Ju 88, różniący się od niego podwójnym sterem ogonowym.
Samolot zaprojektowano w 1937 na zlecenie ministerstwa lotnictwa III Rzeszy, które oczekiwało wzmocnienia uzbrojenia tylnej półsfery samolotu Junkers 88. Montaż dodatkowego gniazda broni w Ju 88 nie był możliwy z powodu konstrukcji ogona. Ju 85 powstał wprost z projektu Ju 88, różnił się podwójnym sterem ogonowym. Pozostałe elementy (90%) konstrukcji pozostały bez zmian.

## wariant A
Powstał na bazie wariantu V3 Junkersa 88. W nowym ogonie zamontowano karabin maszynowy MG kalibru 7,92 mm. Nie wyszedł poza stadium makiety, gdyż dodanie 1 karabinu nie dało oczekiwanego wzmocnienia obrony samolotu.

## wariant B
Drugi wariant Ju 85 powstał przez zaadaptowanie uzbrojenia z Ju 188. W ogonie samolotu zamontowano poczwórny karabin maszynowy 7,92 mm. Również ten wariant nie wyszedł poza stadium makiet zbudowanych w 1939. Wojsko uznało, że dotychczasowa obrona Ju 88 jest jednak wystarczająca.